# Micromeria graeca
Micromeria graeca é uma espécie de planta com flor pertencente à família Lamiaceae. 
A autoridade científica da espécie é (L.) Benth. ex Rchb., tendo sido publicada em Fl. Germ. Excurs. 311 (1831-1832).

## Portugal
Trata-se de uma espécie presente no território português, nomeadamente os seguintes táxones infraespecíficos:
- Micromeria graeca subsp. graeca - presente em Portugal Continental. Em termos de naturalidade é nativa da região atrás referida. Não se encontra protegida por legislação portuguesa ou da Comunidade Europeia.